# 明霓國斯
在托爾金（J. R. R. Tolkien）的中土大陸裡，明霓國斯(辛達林語：Menegroth)是第一紀元時的多瑞亞斯王國的首都和一座要塞。
「明霓國斯」一詞源自辛達林語，其在辛達林語中之意可解作「數以千計的洞穴(Thousand Caves)」，故此城又作千石窟宮殿。
明霓國斯位於愛斯卡督印河（Esgalduin）畔的山丘裡，由精靈和矮人合力完成，諾格羅德（Nogrod）和貝磊勾斯特（Belegost）的矮人被雇請參與明霓國斯的興建工作。明霓國斯被認為是「古老的年代」(Elder Days)裡，中土大陸或維林諾等地的精靈最好的作品之一。

## 外部連結
- Menegroth - Tolkien Gateway （页面存档备份，存于）
- Menegroth - Lord of the Rings Wiki （页面存档备份，存于）